# رابعة الشامية
رابعة الشامية هي زوجة أحمد بن أبي الحواري. كانت من العابدات الزاهدات، وكان فضلها لا يقدر، وكراماتها لا تنكر.
بعض ما قيل عنها
قال أحمد بن أبي الحواري: كانت رابعة لها أحوال شتى، فمرة يغلب عليها الحب، ومرة يغلب عليها الأنس، ومرة يغلب عليها الخوف، فسمعتها في حال الحب تقول:
حبيب ليس يعدله حبيب - وما لسواه في قلبي نصيب
حبيب غاب عن بصري وشخصي - ولكن عن فؤادي ما يغيب
وسمعتها في حال الأنس تقول:
ولقد جعلتك في الفؤاد محدثي - وأبحت جسمي من أراد جلوسي
فالجسم مني للجليس مؤانس - وحبيب قلبي في الفؤاد أنيسي
وسمعتها في الخوف تقول:
وزادي قليل ما أراه مبلغي - أللزاد أبكي أم لطول مسافتي؟
أتحرقني بالنار يا غاية المنى؟ - فأين رجائي فيك أين مخافتي؟